# Zygmunt Markowski
Zygmunt Markowski (ur. 28 kwietnia 1872 we Lwowie, zm. 13 września 1951 we Wrocławiu) – polski patolog, lekarz chorób wewnętrznych, wykładowca akademicki.

## Życiorys
Urodził się w rodzinie Antoniego i Anieli z Heimrothów. Był starszym bratem Józefa Antoniego, anatoma i antropologa. Po ukończeniu Gimnazjum św. Jacka w Krakowie studiował na Wydziale Lekarskim Uniwersytetu Jagiellońskiego, a następnie powrócił do Lwowa, gdzie kontynuował naukę na Akademii Medycyny Weterynaryjnej (AMW). Po jej ukończeniu w 1895 i uzyskaniu dyplomu lekarza weterynarii rozpoczął pracę w Zakładzie Anatomii Opisowej AMW. Odbył studia doktoranckie na Wydziale Lekarskim Uniwersytetu Lwowskiego i uzyskał tam w 1908 tytuł doktora wszech nauk lekarskich, uzupełniał wiedzę na Uniwersytecie w Bernie oraz na Uniwersytecie w Berlinie. Po powrocie do Lwowa odbył staż w terenie i w 1910 został docentem, a następnie uzyskał tytuł profesora nadzwyczajnego w dziedzinie patologii i terapii weterynaryjnych chorób wewnętrznych. Z czasem jego profesura objęła również zwierzęce choroby zakaźne, powierzono mu również kierowanie Kliniką Chorób Wewnętrznych i Zakaźnych AMW, równocześnie do 1914 pracował jako konsultant Towarzystwa Rolniczego na Podolu. Po wybuchu I wojny światowej został lekarzem wojskowym, początkowo pracował w klinice psychiatrycznej w Wiedniu, a następnie w Krakowie. W 1918 powrócił do Lwowa, rok później uzyskał stopień profesora zwyczajnego. W latach 1920–1923 i 1927–1930 był rektorem Akademii Medycyny Weterynaryjnej, dokonał reorganizacji uczelni i przyczynił się do jej znacznego rozwoju. W 1920 został również wykładowcą na Wyższych Kursach Ziemiańskich oraz redaktorem naczelnym Przeglądu Weterynaryjnego i zajmował to stanowisko przez dziesięć lat, w 1923 należał do założycieli Rozpraw Biologicznych, gdzie również powierzono mu funkcję redaktora naczelnego i pełnił ją do wybuchu II wojny światowej. Po zakończeniu drugiej kadencji rektorskiej w 1930 otrzymał stanowisko dyrektora Departamentu Weterynarii w Ministerstwie Rolnictwa i Reform Rolnych, pełnił tę funkcję przez trzy lata. W 1931 został uhonorowany tytułem doktora honoris causa AMW, a rok później zaangażował się w powstanie Unii Słowiańskich Lekarzy Weterynaryjnych. Pracę naukową kontynuował po zajęciu Lwowa przez Armię Czerwoną i ustanowieniu USRR, przerwało ja dopiero wkroczenie do miasta hitlerowców i zamknięcie uczelni. W ramach wysiedlenia Polaków ze Lwowa w 1945 wyjechał do Krakowa, gdzie przez krótki czas był związany z Uniwersytetem Jagiellońskim. Jesienią tego samego roku otrzymał od prof. Stanisława Kulczyńskiego propozycję stworzenia od podstaw Wydziału Weterynaryjnego na połączonych Uniwersytecie i Politechnice Wrocławskiej, pracę rozpoczął 1 listopada 1945. Przez dwa lata pełnił funkcję pierwszego dziekana Wydziału Weterynaryjnego, a także kierownika Katedr Patologii i Terapii Szczegółowej, Diagnostyki Chorób Wewnętrznych i Epizootiologii. W 1947 ze względów zdrowotnych ograniczył pracę naukową, zmarł cztery lata później. Został pochowany na cmentarzu św. Wawrzyńca we Wrocławiu.

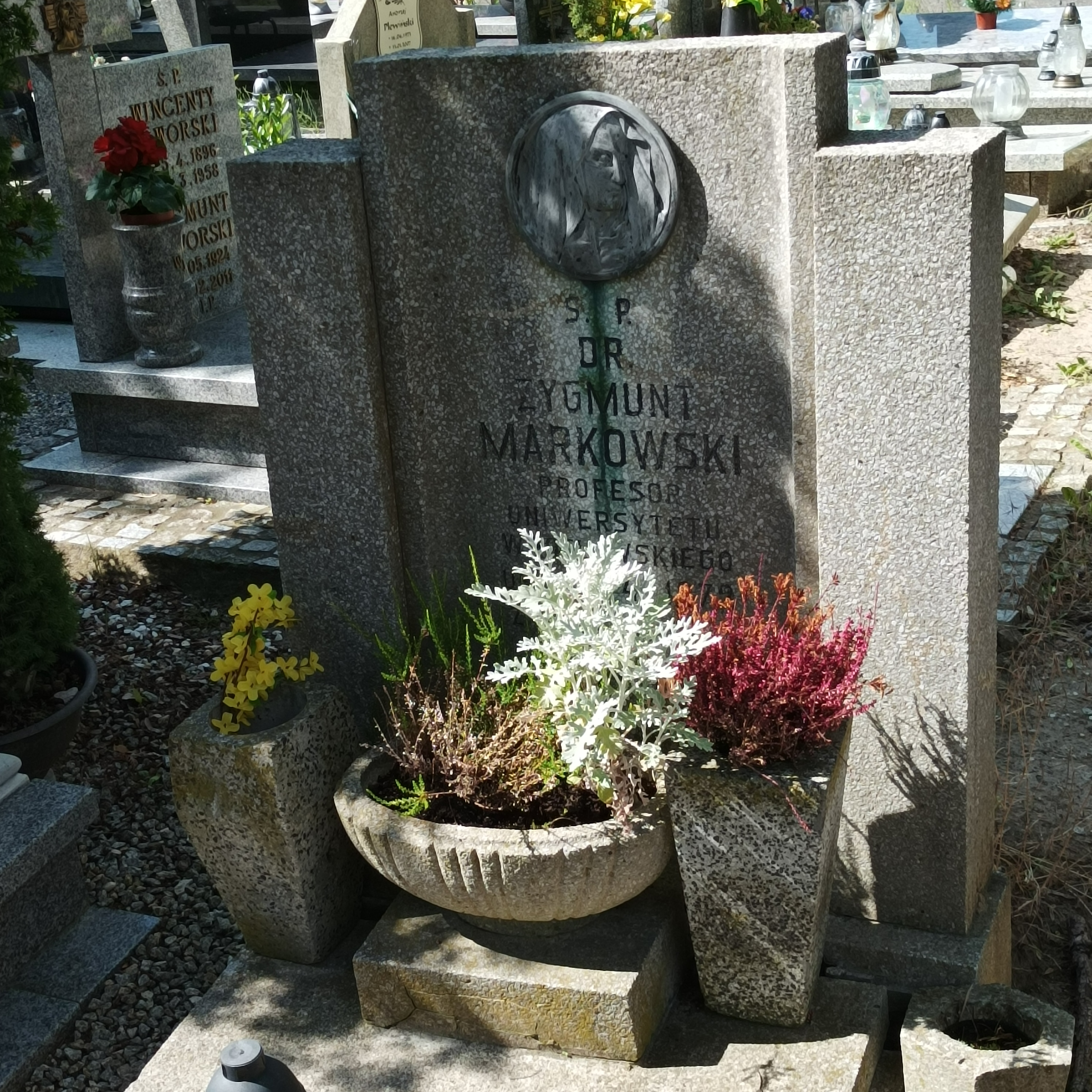
Grób prof. Zygmunta Markowskiego na cmentarzu św. Wawrzyńca we Wrocławiu

## Ordery i odznaczenia
- Krzyż Komandorski Orderu Odrodzenia Polski (8 listopada 1930)[3][1]
- Wielki Oficer Orderu Leopolda II (Belgia)[4][1]
- Krzyż Komandorski Orderu św. Sawy (Jugosławia)[1]